# Palazzo Ottieri della Ciaia
Palazzo Ottieri della Ciaia è un edificio storico di Siena situato in Casato di Sotto.

## Storia e descrizione
Palazzo Ottieri della Ciaia è uno dei pochi esempi di architettura settecentesca a Siena. Di gusto neo-cinquecentesco, fu progettato dall'architetto Francesco Bandini, il quale si ispirò in particolare ai lavori dell'architetto senese Bartolomeo Neroni, conosciuto anche con il soprannome de il Riccio.
Nella facciata è visibile lo stemma della famiglia senese Della Ciaja, originaria di Chiusi.
Già sede del tribunale, ospita alcuni uffici comunali.